# Nikolskij (rejon sudżański)
Nikolskij (ros. Никольский) – chutor w zachodniej Rosji, w sielsowiecie małołokniańskim rejonu sudżańskiego w obwodzie kurskim.

## Geografia
Miejscowość położona jest nad rzeką Małaja Łoknia, 10 km od granicy z Ukrainą, 3,5 km od centrum administracyjnego sielsowietu małołokniańskiego (Małaja Łoknia), 13,5 km od centrum administracyjnego rejonu (Sudża), 83,5 km od Kurska.

## Demografia
W 2010 r. miejscowość zamieszkiwało 37 osób.